# Семёнов, Алексей Владимирович (латвийский футболист)
Алексей Владимирович Семёнов (латыш. Aleksejs Semjonovs; 2 апреля 1973) — советский и латвийский футболист, нападающий и полузащитник. Выступал за национальную сборную Латвии.

## Клубная карьера
Начал выступать на взрослом уровне в начале 1990-х годов в составе клуба «Форум-Сконто» в чемпионате Латвийской ССР. Также играл за этот клуб в чемпионате СССР по мини-футболу.
В 1992—1995 годах играл за «Сконто» в чемпионате Латвии, за это время стал четырёхкратным чемпионом страны и двукратным (1992, 1995) обладателем Кубка. В сезоне 1992 года вошёл в пятёрку лучших бомбардиров чемпионата, забив 12 голов. После ухода из рижского клуба провёл один сезон в «Балтике» (Лиепая).
В 1997—1998 годах выступал за границей — в третьей лиге России за брянское «Динамо» и в чемпионате Эстонии за «Таллинна Садам».
В конце карьеры играл за латвийские клубы «Рига» и «Динабург».

## Карьера в сборной
Дебютировал в сборной Латвии 12 июля 1992 года в матче против Литвы. Свой первый гол забил 20 февраля 1993 года, также в ворота литовцев.
Всего в составе сборной в 1992—1994 годах сыграл 9 матчей и забил 2 гола.